# Białoruska Samopomoc Ludowa
Białoruska Samopomoc Ludowa (biał. Беларуская народная самапомач, BNS) – białoruski kolaboracyjny organ samorządowy na okupowanej Białorusi podczas II wojny światowej.

## Historia

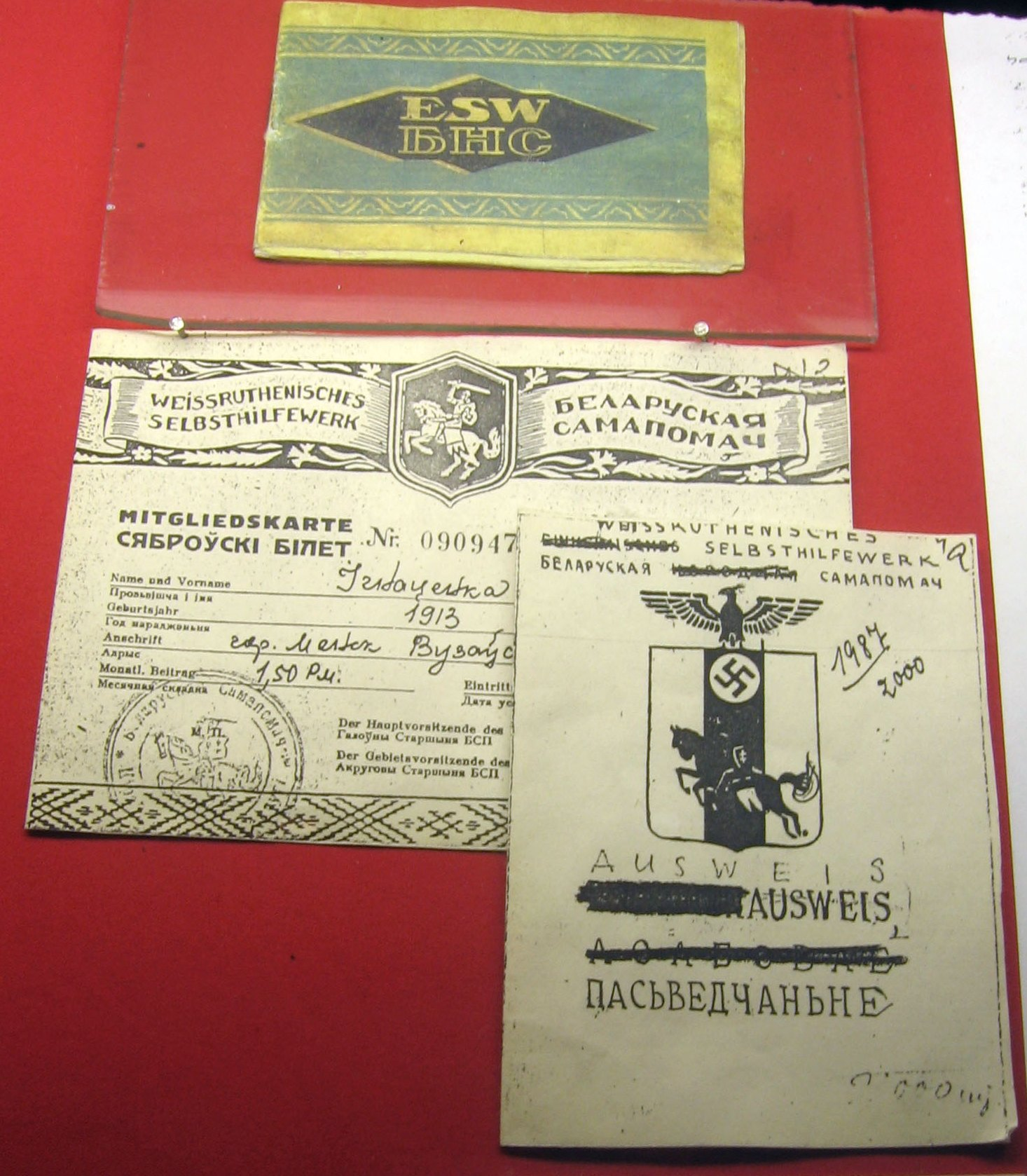
Dokumenty członka BSL

Gauleiter Okręgu Generalnego „Białoruś” Wilhelm Kube prowadził politykę pozyskiwania ludności białoruskiej dla interesów niemieckich. Postanowił utworzyć centralny organ administracyjny, reprezentujący Białorusinów. Początkowo na początku września 1941 powołał tzw. Nebenbureau, które było lokalnym odpowiednikiem generalnego komisariatu i postawił na jego czele Radosława Ostrowskiego. W końcu października zdymisjonował go jednak z powodu oskarżeń o współpracę w okresie międzywojennym z komunistami i władzami polskimi. 22 października wydał wspólnie z Iwanem Jermaczenką odezwę do ludności białoruskiej, ogłaszającą oficjalnie utworzenie Białoruskiej Samopomocy Ludowej, której celem miała być opieka nad ludnością w zakresie ochrony zdrowia i warunków bytowych, samopomoc oraz działalność kulturalno-propagandowa. BNS miała swoje oddziały terenowe na szczeblu wszystkich okręgów i rejonów. W Baranowiczach na jego czele stanął Wiktor Wojtanka, a następnie Michaś Tuliejka, w Nowogródku – Barys Rahula, w Słonimie – Ryhor Zybajła, w Lidzie – Adolf Klimowicz, w Słucku – Siargiej Lichadzieuski, w Borysowie – Barys Szczors, w Mińsku – Leanid Marakoj, w okręgu mińskim – Julian Sakowicz, w Wilejce – Czasłau Najdziuk, a następnie Iwan Kasiak, w Głębokiem – Janka Hińko, w Bobrujsku – Anton Sokał-Kutyłouski. W zachodniej części okupowanej Białorusi do lokalnych struktur BNS często wchodzili przedstawiciele polskiej ludności zamieszkującej te obszary. W początkowym okresie działalności BNS zajmowała się jedynie swoimi zadaniami statutowymi, np. w Mińsku utworzyła 2 ambulatoria, aptekę, 2 przychodnie, zakład fotograficzny. Wydawała gazety, jak „Менская газэта” (od lutego 1942 г. „Беларуская газета”), czy „Голас вёскi”.
Wobec coraz większego zagrożenia przez partyzantkę komunistyczną W. Kube, opierając się na jedynej legalnej organizacji białoruskiej, tj. Białoruskiej Samopomocy Ludowej, 29 czerwca 1942 mianował jej szefa I. Jermaczenkę swoim doradcą i mężem zaufania „narodu białoruskiego” oraz zapowiedział powołanie 3 dalszych mężów zaufania w komisariacie generalnym i po jednym – w każdym komisariacie okręgowym. Jednocześnie zapowiedział – prawdopodobnie bez zgody władz III Rzeszy – utworzenie tzw. Wolnego Korpusu Białoruskiej Samoobrony, polecając działaczom BNS przygotowanie odezwy wzywającej Białorusinów do ochotniczego zaciągu. Korpus pod względem formalnym miał podlegać I. Jermaczence jako szefowi BNS. W nowej sytuacji W. Kube zezwolił w lipcu 1942 r. na powołanie 12-osobowej Rady Głównej Białoruskiej Samopomocy Ludowej z I. Jermaczenką na czele. W jej skład weszli Janka Stankiewicz (zastępca przewodniczącego), dr Uładzimier Walkiewicz (po kilku miesiącach zastąpił J. Stankiewicza), duchowny ojciec Filarej, ksiądz Wincenty Godlewski, Wacław Iwanowski, Pawał Swiryd, Kastuś Mikałajewicz, Anton Adamowicz, Symon Kandybowicz, Uładzimier Szawiel, Jazep Najdziuk, Iwan Kasiak, Julian Sakowicz. Rada Główna składała się z kilku resortowych wydziałów, m.in. spraw wojskowych, polityki wewnętrznej, propagandy, oświaty, kultury i ochrony zdrowia. W każdym okręgu powstały ponadto rady okręgowe. W ten sposób był tworzony aparat administracyjny, który w przyszłości mógłby przejąć władzę z rąk Niemców.
Działania gauleitera spotykały się jednak ze sprzeciwem ze strony wyższego dowódcy SS i policji w Okręgu Generalnym „Białoruś” Kurta von Gottberga. Na początku 1943 r. zaatakował on działalność firmowanej przez W. Kubego Białoruskiej Samopomocy Ludowej i jej przywódcy I. Jermaczenki. Na jego polecenie SD w okupowanym Mińsku podjęło akcję rozpracowującą przeciwko niemu, ale rozbiło się to o zdecydowaną obronę I. Jermaczenki przez W. Kubego, który tym samym bronił podstaw swojej polityki i osobistej pozycji. W tej sytuacji sprawę przejął Główny Urząd Bezpieczeństwa Rzeszy (RSHA), doprowadzając ostatecznie w kwietniu do dymisji I. Jermaczenki. Ponadto rozwiązaniu uległa Białoruska Samopomocy Ludowa wraz z Wolnym Korpusem Samoobrony.